# 1-نوناين
1-نوناين هو مركب عضوي هيدروكربوني من الألكاينات، صيغته الكيميائية C9H16، ويوجد على شكل سائل عديم اللون في الشروط القياسية.

## الخواص
يوجد 1-نوناين في الشروط القياسية على شكل سائل عديم اللون، وهو غير قابل للامتزاج مع الماء.